# Baby Woodrose
Baby Woodrose er et dansk rockband, der har taget navn efter den hallucinogene plante Hawaiian Baby Woodrose. De spiller musik, der er inspireret af 1960'ernes og 1970'ernes psykedeliske rock, garagepunk, med grupper som Chocolate Watchband, Love, The Byrds, 13th Floor Elevators.
Gruppen blev dannet i 2001 af frontmanden Lorenzo Woodrose, som på det daværende tidspunkt stadigvæk var trommeslager i bandet On Trial. Han indspillede selv 15 sange med sig selv ved samtlige instrumenter. Herefter udgav han ligeledes selv debutalbummet Blows Your Mind.
Efterhånden voksede bandet med yderligere to personer, så de blev til tre personer. Siden starten i 2001 har de udgivet et væld af materiale, der blandt andet inkluderer et samarbejde med Peter Belli.
I 2003 åbnede Baby Woodrose Roskilde Festival på deres Orange Scene, og lukkede året efter den samme scene under titlen An evening with Baby Woodrose. Samme år var de nomineret til en Danish Music Award, som de dog ikke vandt. Men de fik til gengæld tildelt "P3 Prisen" ved P3 Guld dette år.
Siden 2011 har Baby Woodrose spillet som både en kvartet og kvintet, med et skiftende lineup af musikere fra den danske undergrund.

## Diskografi
- Blows Your Mind! (2001)
- Money For Soul (2003)
- Live At Gutter Island (2003)
- Dropout! (2004)
- Love Comes Down (2006)
- Chasing Rainbows (2007)
- Baby Woodrose (2009)
- Mindblowing Seeds and Disconnected Flowers (2011)
- Third Eye Surgery (2012)
- Kicking Ass & Taking Names (opsamlingsalbum) (2014)
- Freedom (2016)